# 招银英
招银英（葡萄牙語：Chio Ngan Ieng，1952年—），SLM，澳门人，汉族，中华人民共和国政治人物、第十一届全国人民代表大会澳门地区代表。
担任澳门妇女联合总会理事长，澳门永丰运有限公司董事长，全国妇联执委。2008年起担任全国人大代表。